# قهرمانی یونیورسال دبلیودبلیوئی
کمربند قهرمانی یونیورسال دبلیودبلیوئی (به انگلیسی: WWE Universal Championship) یک عنوان قهرمانی جهانی بود که توسط کمپانی دبلیودبلیوئی در ۲۵ ژوئیه ۲۰۱۶ پایه‌گذاری شده بود. این عنوان، سومین کمربند قهرمانی جهانی ایجاد شده توسط دبلیودبلیوئی پس از قهرمانی دبلیودبلیوئی و قهرمانی سنگین‌وزن جهان قدیم بود. از آوریل ۲۰۲۲ تا آوریل ۲۰۲۴، این عنوان به همراه کمربند قهرمانی دبلیودبلیوئی، با یکدیگر و تحت عنوان «قهرمانی بی چون و چرای یونیورسال دبلیودبلیوئی» دفاع می‌شد، هر چند دو کمربند تاریخچه‌ای جدای از هم داشتند. نخستین قهرمان این کمربند، فین بلر و واپسین قهرمان آن، رومن رینز بود.
این قهرمانی که به افتخار هواداران دبلیودبلیوئی که این شرکت به آنان WWE Universe می‌گوید نامیده می شود، در ۲۵ ژوئیه ۲۰۱۶ تأسیس شد تا عنوان قهرمانی جهانی برند راو در آن زمان باشد. ایجاد این کمربند در نتیجه معرفی مجدد تقسیم برندهای راو و اسمکدان در سال ۲۰۱۶ و انتقال عنوان قهرمانی دبلیودبلیوئی، به برند اسمکدان، به وجود آمد. اولین قهرمان این کمربند فین بالور بود. از زمان به وجود آمدن، این کمربند قهرمانی در چندین پی‌پر‌ویوی مهم دبلیودبلیوئی، از جمله هفت سامر اسلم متوالی از سال ۲۰۱۷ تا ۲۰۲۳، و همچنین پنج رسلمنیا (۳۴، شب دوم ۳۷، شب دوم ۳۸، شب دوم ۳۹ و شب دوم ۴۰) به عنوان یکی از مسابقات مهم مطرح بوده است؛ هر دوی این پی‌پرویوها از مهمترین رویدادهای دبلیودبلیوئی است که مورد دوم شاخص‌ترین و مهم‌ترین رویداد دبلیودبلیوئی است. این کمربند پس از کراون جول ۲۰۱۹ به برند اسمک‌داون منتقل شد و تا زمان غیرفعال شدنش در آن برند باقی ماند.
پس از اینکه رومن رینز برای دومین بار در اوت ۲۰۲۰ قهرمان این کمربند شد، او این عنوان را برای ۱۳۱۶ روز در دست داشت و در طی آن، کمربند قهرمانی دبلیودبلیوئی را نیز به دست آورد و از هر دو عنوان با هم‌دیگر با نام «قهرمانی بی چون و چرای یونیورسال دبلیودبلیوئی» دفاع می‌کرد. پس از اینکه رینز کمربندها را در شب دوم رسلمنیا ۴۰ به کودی رودز باخت، نام عنوان کوتاه‌تر شده و به «قهرمانی بی چون و چرای دبلیودبلیوئی» تغییر یافت و دبلیودبلیوئی، رودز را به عنوان قهرمان دبلیودبلیوئی و یونیورسال به رسمیت شناخت؛ با این حال پس از شکست خوردن رودز از جان سینا در رسلمنیا ۴۱ در آوریل ۲۰۲۵، تاریخچه کمربند در وبسایت دبلیودبلیوئی ویرایش و اعلام شد این عنوان پس از رسلمنیا ۴۰ و شکست خوردن رینز غیرفعال شده و آخرین قهرمان این کمربند، رومن رینز است.

## تاریخچه

### در شوی راو (۲۰۱۹-۲۰۱۶)

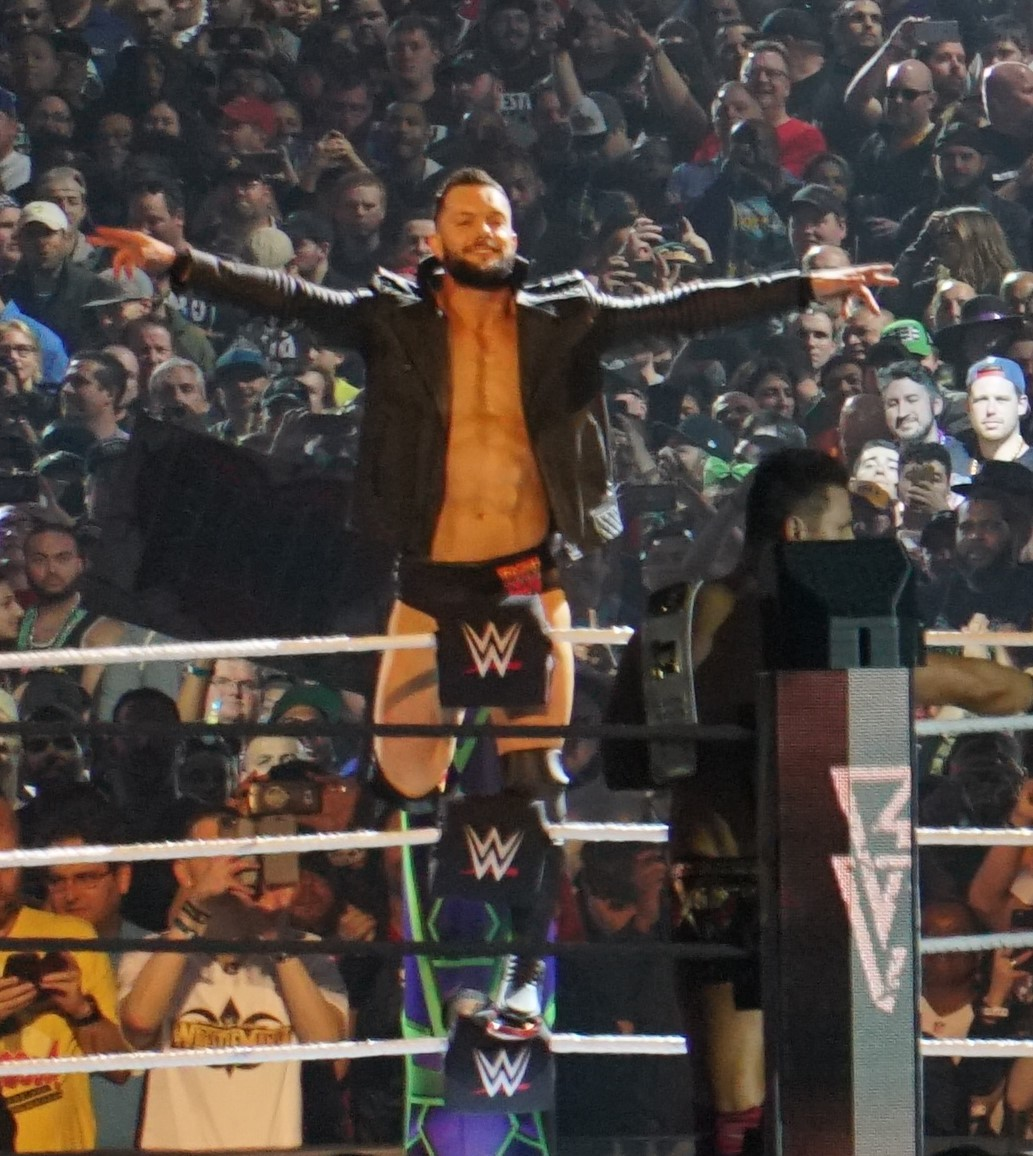
نخستین قهرمان کمربند یونیورسال، فین بلر

در اواسط سال ۲۰۱۶، دبلیودبلیوئی، جداسازی برندها را مجدداً معرفی کرد که در این جداسازی، کشتی‌گیران بین برندهای راو و اسمک‌دان تقسیم می‌شوند و منحصراً در برنامه تلویزیونی هفتگی مربوط به هر برند فعالیت می‌کنند. (نخستین تقسیم برند در سال ۲۰۰۲ انجام شد و در اوت ۲۰۱۱ به اتمام رسید). در ۱۹ ژوئیه ۲۰۱۶، همزمان با تغییر فرمت اسمکدان به فرمت پخش زنده، درفت (جداسازی برندها) برگزار شد. در طول درفت، دین امبروز، که قهرمان کمربند دبلیودبلیوئی بود، به اسمکدان درفت شد. در بتل گراند ۲۰۱۶، امبروز موفق شد در یک مسابقه سه نفره مقابل ست رالینز و رومن رینز،‌ از کمربند قهرمانی خود دفاع کند که این موجب شد شوی راو بدون کمربند قهرمانی جهانی باشد. (دبلیودبلیوئی از سال ۲۰۱۳ و پس از ادغام کمربند سنگین‌وزن در کمربند دبلیودبلیوئی،‌ تنها یک کمربند جهانی داشت.) در قسمت بعدی راو بعد از بتل گراند، استفانی مک‌من و میک فولی، از کمربند قهرمانی یونیورسال به عنوان کمربند قهرمانی اصلی این شو رونمایی کردند. این عنوان به افتخار WWE Universe نامگذاری شد، نامی که WWE از آن برای اشاره به پایگاه طرفداران خود استفاده می کند.
قرار بود نخستین قهرمان در سامراسلم ۲۰۱۶ مشخص شود؛ ست رالینز به طور خودکار به آن مسابقه راه یافت؛‌ زیرا او انتخاب شماره یک درفت راو بود و در مسابقه قهرمانی دبلیودبلیوئی در بتل گراند هم پین نشد. حریف او با دو مسابقه چهار جانبه در راو مشخص شد که برندگان در یک مسابقه انفرادی رو در روی هم قرار می‌گرفتند. فین بالور با غلبه بر سزارو، کوین اونز و روسف در اولین مسابقه پیروز شد، در حالی که رینز با غلبه بر کریس جریکو، سمی زین و شیمس در دومین مسابقه پیروز شد. سپس بالور رینز را شکست داد و به مسابقه اصلی اضافه شد. در سامراسلم، بالور که تحت شخصیت "شیطان" خود کشتی می گرفت، رولینز را شکست داد و نخستین قهرمان کمربند یونیورسال شد. فین بالور با این پیروزی تبدیل به نخستین فردی شد که در اولین حضورش در پی‌پر‌ویو،‌ برنده عنوان جهانی می‌شود؛ او کمتر از یک ماه بود که از ان‌اکس‌تی به بالاترین سطح راه یافته بود و پیروزی او در عین ناباوری و پیش‌بینی‌ها بود. با این حال، در طول مسابقه، بالور از ناحیه شانه آسیب دید و مجبور شد روز بعد کمربند خود را واگذار کند.
قهرمان جدید یعنی کِوین اُوِنز در راو ۲۹ اوت ۲۰۱۶ و طی یک مسابقه چهارجانبه با پیروزی مقابل رالینز، بیگ کَس و رومن رینز به این مقام دست یافت. او در فست‌لین کمربندش را به گُلدبرگ واگذار کرد.
گلدبرگ هم در مسابقه‌ای تماشایی در رسلمانیا ۳۳ به براک لزنر باخت تا لزنر قهرمان جدید کمربند یونیورسال شود. ساموآ جو که در پی پر ویو اکستریم رولز در مسابقه‌ای پرهیجان در برابر فین بالور، رومن رینز، سث رالینز و بری وایت پیروز شد و در پی پر ویو گریت بالز آو فایر برای قهرمانی به مصاف براک لزنر می‌رسد. که در آن مسابقه شکست خورد. لزنر در نهایت این کمربند را به رومن رینز واگذار کرد. اما رینز به دلیل سرطان خون کمربند را واگذار کرد. که در کرون جول ۲۰۱۸ لزنر با شکست براون استرومن دوباره قهرمان کمربند یونیورسال شد. تا اینکه این کمربند را در رسلمانیا ۳۵ به ست رالینز باخت. اما دوباره در اکستریم رولز ۲۰۱۹ از ست رالینز با کش کردن چمدان مانی این د بنک خود کمربند را پس گرفت. او در کرون جول ۲۰۱۹ این کمربند را به "د فیند" بری وایت باخت. د فیند هم در سوپرشوداون ۲۰۲۰ در یک مسابقه کوتاه به گلدبرگ کمربند خود را باخت. گلدبرگ هم در رسلمانیا ۳۶ این کمربند را به براون استرومن باخت.

### قهرمانی رومن رینز (۲۰۲۰ - ۲۰۲۴)
رومن رینز موفق شده بود در یک مسابقه سه نفره در پی‌بک ۲۰۲۰ مقابل براون استرومن و "د فیند" بری وایت (قهرمان سابق) پیروز شود و قهرمان کمربند یونیورسال شود.
در شب دوم رسلمنیا ۳۸ در ۳ آوریل ۲۰۲۲، رومن رینز، قهرمان کمربند یونیورسال، براک لزنر قهرمان کمربند دبلیودبلیوئی را شکست داد تا هر دو عنوان قهرمانی را کسب کند و به عنوان "قهرمان بی چون و چرای دبلیودبلیوئی یونیورسال" شناخته شود. دبلیودبلیوئی این مسابقه را به عنوان مسابقه ادغام کمربندان اعلام کرده بود. با این حال، هر دو عنوان به طور مستقل فعال باقی مانده اند و در واقع به صورت بالفعل،‌ رینز قهرمان دو کمربند جهانی بود و از هر دو عنوان با هم در هر دو برند راو و اسمکدان دفاع می کرد. در شوی راو به تاریخ ۲۴ آوریل ۲۰۲۳، تریپل اچ، مدیر ارشد محتوای WWE اعلام کرد که صرف نظر از اینکه رینز در تفکیک برند (درفت) سال ۲۰۲۳ به چه برندی خواهدرفت، او و قهرمانی بلامنازعش منحصر به آن برند خواهد بود. تریپل اچ متعاقباً از عنوان قهرمانی سنگین وزن جهانی جدید برای برند مقابل پرده برداری کرد که آنرا ست رالینز در شب قهرمانان ۲۰۲۳ برنده شد. از آنجا که رینز توسط اسمکدان انتخاب شد، کمربند قهرمانی سنگین وزن جهان به راو اختصاص داده شد. در شوی اسمکدان به تاریخ ۲ ژوئن ۲۰۲۳، پس از اینکه قهرمانی رومن رینز از ۱۰۰۰ روز عبور کرد، تریپل اچ یک کمربند قهرمانی منحصربفرد جدید را به رینز داد تا نشان‌دهنده "عنوان قهرمانی بی چون و چرای دبلیودبلیوئی یونیورسال" باشد. در میان سردرگمی پیش آمده به دلیل فعال بودن هر دو کمربندان با وجود ادغام آنان، وبسایت خبری فایتفول گزارش داد که دبلیودبلیوئی به آن‌ها اعلام کرده که این دو قهرمانی با وجود اینکه توسط یک کمربند ارائه میشود، هنوز در واقع دو کمربند جداگانه هستند و وقتی رینز شکست بخورد، قهرمانی یونیورسال به نفع قهرمانی دبلیودبلیوئی که قدیمی‌ترین کمربند این شرکت است،‌ غیرفعال خواهدشد که این اتفاق پس از رسلمنیا ۴۰ و با شکست خوردن رینز از کودی رودز رخ داد و قهرمانی یونیورسال برچیده شد. 

## نظرات
طرح کمربند قهرمانی یونیورسال پس از رونمایی به شدت مورد انتقاد قرار گرفت. جیسون پاول که یکی از روزنامه‌نگاران کشتی حرفه‌ای است، از این کمربند به عنوان "کمربندی که هیچ کس آنرا دوست ندارد" یاد کرد. آدام سیلورستاین از سی‌بی‌اس آن را "زشت" توصیف کرد، در حالی که تماشاگرانی که در در بروکلین، نیویورک در سامراسلم حضور داشتند،‌ شعارهای تمسخر آمیزی از جمله "این کمربند افتضاح است" بیان کردند؛ ارزیابی که خبرنگاران شبکه ورزشی نیوانگلند با آن موافق بودند. ریکی دویل از آن سایت نوشت که واکنش جمعیت، آنچه را که باید "لحظه ای برجسته برای شرکت" بود، به "تجربه ای ناخوشایند" تبدیل کرد. مایک جانسون، روزنامه‌نگار، گفت: احساس می‌شود که این عنوان شبیه یک «کپی» از قهرمانی دبلیودبلیوئی است و مخاطبان را به خاطر واکنش منفی سرزنش نکرد.
پس از انتقاد هواداران،‌ ورزشکاران دبلیودبلیوئی نیز به این نظرات واکنش نشان دادند. ست رالینز، واکنش جمعیت در سامراسلم را مورد انتقاد قرار داد و در توییتر نوشت: "مهمتر از ظاهر یک کمربند، مردانی هستند که بر سر آن مبارزه می کنند. بروکلین، تو واقعا امشب مرا ناامید کردی." میک فولی در حالی که اذعان داشت که ممکن بود خودش طرح دیگری را برای کمربند انتخاب می‌کرد، در یک پست طولانی در فیس بوک سخنان رالینز را تکرار کرد. او به یادآورد که عنوان قدیمی هاردکور دبلیودبلیواف به او اهدا شده بود، کمربند از قطعات فلزی شکسته ساخته شده است که با چسب نواری به هم چسبیده بودند، که حریفان «با مبارزه بر سر آن، کمربند را معنا می‌کردند». رالینز که آن زمان شخصیت منفی بود، در قسمت بعدی راو، کمربند قهرمانی را "زیبا" نامید.
بعداً در سال ۲۰۱۶، جیم وورل، خبرنگار، این عنوان را به عنوان بدترین عنوان در بین ۹ کمربند دبلیودبلیوئی در آن زمان رتبه بندی کرد و به طراحی "نفرت انگیز" آن اشاره کرد؛‌ اما از سوی دیگر، نیک شوارتز از فاکس اسپورت نوشت: "واقعا این کمربند آنقدرها هم که طرفداران در سامراسلم از آن انتقاد می‌کردند، بد نیست. به نظر من یک کمربند "معمولی" است."

## تعیین شو
در جدول زیر تاریخ های جابجایی این عنوان بین شوهای راو و اسمکدان قرار دارد.
| تاریخ جابه‌جایی | برند      | توضیحات |
| -------------- | --------- | --- |
| ۲۵ ژوئیه ۲۰۱۶  | راو       | در طی جدایی اسمکدان و راو طبق درفت ۲۰۱۶، این قهرمانی بعد از قرار گرفتن قهرمان عنوان قهرمانی دبلیودبلیوئی، دین امبروز در شوی اسمک‌دان ایجاد شد و کمی بعد از آن فین بلر با شکست سث رالینز در سامراسلم ۲۰۱۶ قهرمان این عنوان شد. |
| ۳۱ اکتبر ۲۰۱۹  | اسمک‌داون  | این کمربند بعد از برد بری وایت (اسمک‌داون) از سث رالینز (راو) در کراون جول ۲۰۱۹، به شوی اسمکدان منتقل شد. |
| ۳ آوریل ۲۰۲۲   | بدون برند | در شب دوم رسلمنیا ۳۸، قهرمان عنوان یونیورسال، رومن رینز موفق به شکست قهرمان عنوان دبلیودبلیوئی، براک لزنر در یک مسابقه برنده صاحب همه شد. هر دو عناوین فعال باقی ماندند و با نام «قهرمانی بی چون و چرای دبلیودبلیوئی یونیورسال» دفاع می‌شدند؛ هر چند که تاریخچه‌ای جدای از هم داشتند. علی‌رغم آنکه قهرمانی یونیورسال همچنان عنوان جهانی برند اسمک‌داون بود، رینز به عنوان قهرمان هر دو عنوان جهانی، در هر دو شو حضور داشت و از عنوان بی چون و چرا مقابل کشتی‌گیران هر دو برند دفاع می‌کرد. |
| ۲۸ آوریل ۲۰۲۳  | اسمک‌داون  | در طی مراسم درفت ۲۰۲۳، رومن رینز به برند اسمک‌داون درفت شد و هر دوی عنوان‌های ذیل نام «قهرمانی بی چون و چرای دبلیودبلیوئی یونیورسال» مختص به برند اسمک‌داون شدند. برای برند راو، عنوان قهرمانی جدید سنگین وزن جهان ایجاد شد. عنوان قهرمانی یونیورسال با شکست رینز در شب دوم رسلمنیا ۴۰ به تاریخ ۷ آوریل ۲۰۲۴ به طور رسمی به نفع عنوان قهرمانی دبلیودبلیوئی برچیده شد و تاریخچه این عنوان با نام «قهرمانی بی چون و چرای دبلیودبلیوئی» ادامه می‌یابد.                                      |

## قهرمان ها

رومن رینز به عنوان «قهرمان بی چون و چرای دبلیودبلیوئی یونیورسال» که همزمان، قهرمان دو عنوان قهرمانی دبلیودبلیوئی و یونیورسال بود. او در دوره دوم قهرمانی‌اش به عنوان قهرمان بی چون و چرا شناخته شد؛ دوره‌ای که طولانی‌ترین قهرمانی این عنوان است و ۱۳۱۶ روز به طول انجامید.قهرمانی او طولانی ترین دوره قهرمانی در دبلیودبلیوئی از سال ۱۹۸۸ و پنجمین دوره قهرمانی جهانی در تاریخ بیش از ۶۰ ساله دبلیودبلیوئی است.

در طی سال‌های فعال بودن این کمربند، این عنوان قهرمانی ۸ قهرمان به خود دیده است و دو بار این عنوان، بدون صاحب شده است. نخستین و کوتاه ترین قهرمان، فین بلر است که مجبور شد به دلیل مصدومیت، تنها یک روز پس از قهرمانی این عنوان را از دست بدهد. براک لزنر با سه بار قهرمانی، بیشترین تعداد قهرمانی این کمربند را دارد. طولانی‌ترین قهرمان هم رومن رینز است.
| شماره | قهرمان       | تعداد دفعات | تعداد روزهای جمعی قهرمانی |
| ----- | ------------ | ----------- | ------------------------- |
| ۱     | رومن رینز    | ۲           | ۱۳۷۹                      |
| ۲     | براک لزنر    | ۳           | ۶۸۶                       |
| ۳     | کوین اونز    | ۱           | ۱۸۸                       |
| ۴     | ست رالینز    | ۲           | ۱۷۸                       |
| ۵     | بران استرومن | ۱           | ۱۴۱                       |
| ۶     | بری وایت     | ۲           | ۱۲۴                       |
| ۷     | گلدبرگ       | ۲           | ۶۴                        |
| ۸     | فین بالور    | ۱           | ۱>                        |

## موضوعات مرتبط
- فهرست قهرمانان کنونی دبلیودبلیوئی